# Шимкив, Андрей Иванович
Андрей Иванович Шимкив (род. 8 октября 1964) — председатель Законодательного собрания Новосибирской области (с 2015 года).

## Биография
Родился 8 октября 1964 года в селе Легостаево Искитимского района. Отец — партийный руководитель в Искитимском районе.
В 1981 году переехал в село Лебедевка.
Окончил Новосибирский сельскохозяйственный институт. С 1987 по 1993 год работал в сельском хозяйстве. Возглавлял Шибковский совхоз с 1991 по 1993 годы. С 1993 по 1995 директор Евсинской нефтебазы. С 1995 по 2010 годы работал в компании Газпромнефть-Новосибирск. Одновременно занимался сельскохозяйственным бизнесом.
С 2000 года избирался в Законодательное Собрание Новосибирской области. Сторонник партии Единая Россия. Избран по избирательному округу (Искитимский, Сузунский и Черепановский районы) от Единой России. Избран председателем Законодательного собрания как самовыдвиженец, победив при тайном голосовании Ивана Мороза. C 15 января 2020 года вошёл в комиссию по разработке поправок в Конституцию Российской федерации.
В июле 2007 года спас вместе с сыном четырех утопающих с лодки в районе пляжа «Борвиха» под городом Бердск Новосибирской области.[значимость факта?].
В 2022 году поддержал вторжение России на территорию Украины. 

## Награды
- Медаль ордена «За заслуги перед Отечеством» II степени
- Почетный знак Законодательного Собрания Новосибирской области
- Медаль Законодательного Собрания Новосибирской области «Общественное признание»
- Медаль Законодательного Собрания Новосибирской области «За вклад в развитие законодательства Новосибирской области»
- Орден Дружбы (06.09.2024)